# Стружка митница
Стружката митница (на македонска литературна норма: Струшка царинарница) е административна сграда в град Струга, Република Македония. Сградата е обявена за значимо културно наследство на Република Македония.

## История
Сградата е разположена на улица „Владо Малески“ (бивша „Партизанска“). Построена е през Втората световна война в 1943 година от италианците като митнически терминал на албано-българската граница. След края на войната от 1945 до 1953 година в сградата се използва като команден център от Югославската народна армия. В 1953 година сградата е предадена на туристическата агенция „Турист“, която я превръща в първия хотел в Струга, наречен „Галеб“. В 1965 година сградата става общинска и в нея се настанява председателят на общината, народната отбрана и други сектори.

## Архитектура
Сградата първоначално се състои от приземие и етаж. В 1953 година, при превръщането ѝ в хотел, е достроен още един етаж и високо таванско помещение с кръгли отвори на фасадата, приземните дялове, ориентирани към езерото, са разрушени и пред централната част е построен ресторант от камък с големи дървени прозоречни отвори. Сградата е тухлена, междуетажните и покривната конструкции са дървени, покривът е на много води с керемиди.